# Kerry Ellis
Kerry Jane Ellis (née le 6 mai 1979) est une comédienne et chanteuse anglaise, reconnue dans le milieu de la comédie musicale et également dans l'industrie du disque. Née et élevée dans la région anglaise du Suffolk, Kerry Ellis se produisit sur scène de son plus jeune âge avant d'intégrer à 16 ans la prestigieuse Laine Theatre Arts School. Kerry Ellis décrocha son premier contrat professionnel en 1998 et foula pour la première fois les planches des théâtres londoniens dans le revival de la comédie musicale My Fair Lady en 2001, où elle faisait office de doublure pour Martine McCutcheon dans le rôle principal d'Eliza Doolitle. À la suite de sa rencontre en 2002 avec le guitariste de Queen, Brian May, Kerry décroche et crée le rôle de Meat dans la production originale de la comédie musicale We Will Rock You. Kerry Ellis a par la suite joué dans de nombreuses comédies musicales à Londres, comme Les Misérables, Wicked (Rôle qui la porta à Broadway) et Oliver!. Kerry prit également part à de nombreuses tournées et concerts nationaux comme Miss Saigon et Chess. Ayant reçu de nombreuses récompenses et nominations pour ses différents rôles, Kerry a très vite été surnommée la Première Dame du West End,.
Bien qu'elle ait été une des candidates non retenues par l'émission TV The Voice UK en 2012, Kerry Ellis a étendu sa carrière d'actrice ainsi que son répertoire en tant qu'artiste solo, notamment grâce à ses collaborations avec Brian May.
C'est en 2008 qu'elle sort son premier EP, Wicked in Rock, puis en 2010 son premier album, Anthems. Ce dernier se classera 15e des meilleures ventes de CD en Angleterre. S'ensuit sa première tournée: Anthems - The Tour. En plus de se produire autour du monde, Kerry Ellis est également invitée à prêter sa voix à des duos sur plusieurs albums, à enregistrer des albums officiels pour les comédies musicales dans lesquelles elle s'est produite et est actuellement en train de travailler à son second album solo toujours en collaboration avec Brian May.

## Biographie
Kerry Ellis est née en 1979 à Haughley, une petite ville non loin de Stowmarket dans le Suffolk. Elle y a grandi avec son grand frère, Andrew. Elle a été scolarisée à la Stowmarket High School.

### Carrière théâtrale
Le 29 mars 2010, Kerry Ellis interprète le personnage de Nancy, dans la reprise de la comédie musicale Oliver!
| Année     | Spectacle         | Rôle                | Théâtre                           | Commentaires                                                                               |
| --------- | ----------------- | ------------------- | --------------------------------- | ------------------------------------------------------------------------------------------ |
| 2012      | War of The Worlds | Beth                | Tournée des Stades Européens      |                                                                                            |
| 2010      | Oliver!           | Nancy               | Theatre Royal, Drury Lane         | Reprend le rôle initié par Jodie Prenger                                                   |
| 2008–2009 | Wicked            | Elphaba             | Apollo Victoria Theatre           | Retour au rôle. extrait                                                                    |
| 2008      | Wicked            | Elphaba             | George Gershwin Theatre, Broadway | Transfert de contrat à Broadway                                                            |
| 2008      | Chess             | Svetlana            | Royal Albert Hall, London         | Spectacle événement de deux jours.                                                         |
| 2006–2008 | Wicked            | Elphaba             | Apollo Victoria Theatre           | Reprend le rôle d'Idina Menzel en 2007. Temporairement doublure de cette dernière en 2006. |
| 2005–2006 | Les Misérables    | Fantine             | Queen's Theatre                   |                                                                                            |
| 2004      | Miss Saigon       | Ellen               | National UK tournée               |                                                                                            |
| 2002–2004 | We Will Rock You  | Meat                | Dominion Theatre                  | Interprète originale                                                                       |
| 2001      | My Fair Lady      | Eliza Doolittle u/s | Theatre Royal, Drury Lane         | Doublure de Martine McCutcheon                                                             |

## Prix et récompenses
Best Takeover in a Role (Pour le rôle d'Elphaba dans Wicked à l'Apollo Victoria Theatre de Londres)

2008 Whatsonstage.com Theatregoers' Choice Awards
Favorite Breakthrough Performance Female (Pour le rôle d'Elphaba dans Wicked au Gershwin Theatre de New York City)

2009 Broadway.com Audience Award